# 梁阳
梁阳（1970年12月—），江苏省南京市人，中国人民解放军海军少将。

## 生平
1990年3月入伍。1994年4月加入中国共产党。1990年，从南京六中毕业，高考落榜，被分配到中国人民解放军海军当时最大的一艘补给舰当电工兵。后来他参加军校考试，仅填报了两个志愿即大连舰艇学院和广州舰艇学院，但因成绩太好，直接被武汉的海军工程学院舰船工程专业录取。1996年7月自海军工程学院毕业。历任导护艇机电长、某基地司令部办公室秘书、某基地司令部办公室主任。
2004年至2006年，任联合国军事观察员视察官，在联合国驻利比里亚维和特派团负责49个国家维和部队的人员选拔及装备检试，在一年里访问了31个国家。回国后，经其申请，历任海军重庆舰、合肥舰副舰长。2009年10月，《人民日报》海外版曾报道梁阳的从军经历。2010年，出任中国人民解放军海军东海舰队某驱逐舰支队常州舰的首任舰长，海军上校军衔。先后参加过20多项重大演习演练以及战备训练任务。2012年7月到2013年1月，率常州舰赴亚丁湾执行海军第十二批护航任务。截至2013年立三等功两次，获联合国维和勋章和联合国荣誉勋章，2013年4月被评为2012年度中国海洋人物。2013年4月被列为全军重大宣传典型。
2013年11月，解放军和武警部队7大单位设新闻发言人。其中海军是唯一配备两名新闻发言人的大单位，两名新闻发言人一位是海军军事学术研究所世界海军研究室主任邢广梅海军大校，一位是海军司令部作战部副部长梁阳海军上校。梁阳是当时7大单位的新闻发言人中唯一一位军事干部，在2014年第14届太平洋海军论坛年会和多国海上联合演习新闻发布会上首次亮相。2017年7月2日，海军新闻发言人梁阳海军大校表示，正在海上开展跨区机动训练的海军辽宁舰航母编队将结合训练任务，于2017年7月上旬赴香港参加中国人民解放军进驻香港20周年庆祝活动，这是他最后一次作为海军新闻发言人出现。
2017年7月11日，中国人民解放军驻吉布提保障基地成立暨部队出征仪式举行，梁阳作为该保障基地司令员从海军司令员沈金龙手中接过军旗。
2018年2月24日，当选为第十三届全国人大代表。
不迟于2021年3月，梁陽晋升少将军衔。